# إن.أو.في.إيه (سلسلة)
نير أوربيت فانگوارد اليانس (بالإنجليزية: Near Orbit Vanguard Alliance)‏
المعروفة باسم ن.و.ف.ا (بالإنجليزية: N.O.V.A)‏ كاختصار للجملة السابقة.
هي سلسلة ألعاب فيديو من نوع أكشن-مغامرات صدرت للآيبود ولمشاريع أبل الأخرى بواسطة جيم لوفت.
تم إصدارها في 17 ديسمبر، 2009 لنظام آي أو أس وويب أو إس وهي إحدى الألعاب التي تحتوي على ميزة اللعب الجماعي 
عبر الإنترنت (جيم لوفت لايف). اللعبة أطلقت لاحقاً على بلاي ستيشن نيتورك لبلاي ستيشن 3 وبلاي ستيشن بورتبل في 21 ديسمبر، 2010.

## اللعب المتعدد
يمكن للاعبين استخدام اللعب المتعدد في ن.و.ف.ا عبر الوسائل الآتية:
- واي فاي
- بلوتوث
- جيم لوفت لايف

## وصلات خارجية
- الموقع الرسمي للعبة